# Beaumont-sur-Vesle
Beaumont-sur-Vesle è un comune francese di 732 abitanti situato nel dipartimento della Marna nella regione del Grand Est.

## Società

### Evoluzione demografica
Abitanti censiti